# Батко, Карло
Карло Батко (сербохорв. Karlo Batko / Карло Батко; 17 мая 1907, Сараево — 2 марта 1943, Биела) — югославский слесарь, партизан времён Народно-освободительной войны Югославии, Народный герой Югославии.

## Биография
Родился 17 мая 1907 в Сараево. С 7 лет жил в Мостаре, окончил там начальную школу и устроился работать слесарем. С 1925 года состоял в рабочем движении, с 1928 года член Коммунистической партии Югославии. После установления Шестоянварской диктатуры был арестован в 1929 году и осуждён на два года тюрьмы. Наказание отбывал в Сремске-Митровице.
После освобождения в 1931 году Карло вернулся в Мостар, однако ограничился только партийной работой. Состоял в Герцеговинском областном комитете, был причастен к забастовке на шахтах в 1940 году, за что арестовывался. После начала войны в июле 1941 года вступил в партизанское движение: боевое крещение принял в битвах при Дивине, Фатнице и Плане. Некоторое время находился в Загребе, но затем вернулся в Мостар, а оттуда направился в сторону Калиновика и Фочи. Занимал должность политрука роты и батальона в Калиновикском отряде.
В мае-июне 1942 года в разгар Третьего антипартизанского наступления партизаны вошли в состав 10-й герцеговинской пролетарской ударной бригады, и Карло был политруком роты в 5-м батальоне.
Погиб 2 марта 1943 в селе Биела вместе с Раде Шпанацом во время бомбардировки. Звание Народного героя получил посмертно 5 июля 1951.